# Nipponbashi

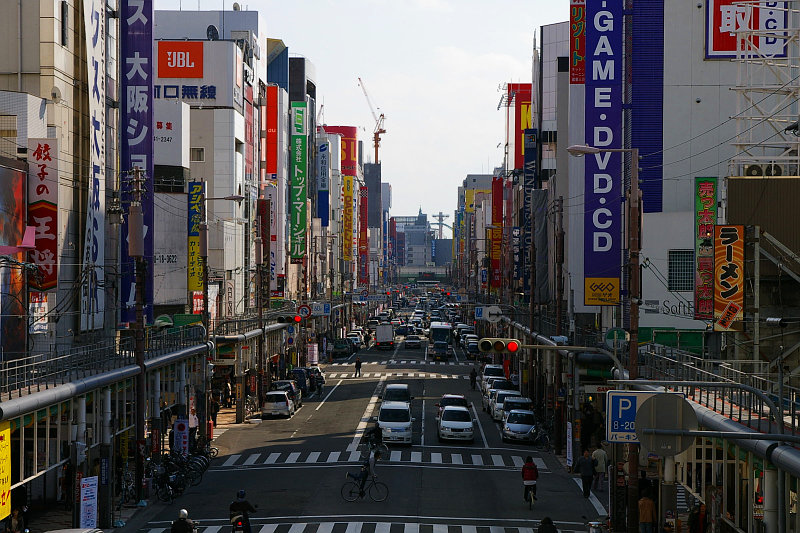
Denden Town (Nipponbashi 3-chome, Sakai-Suji).

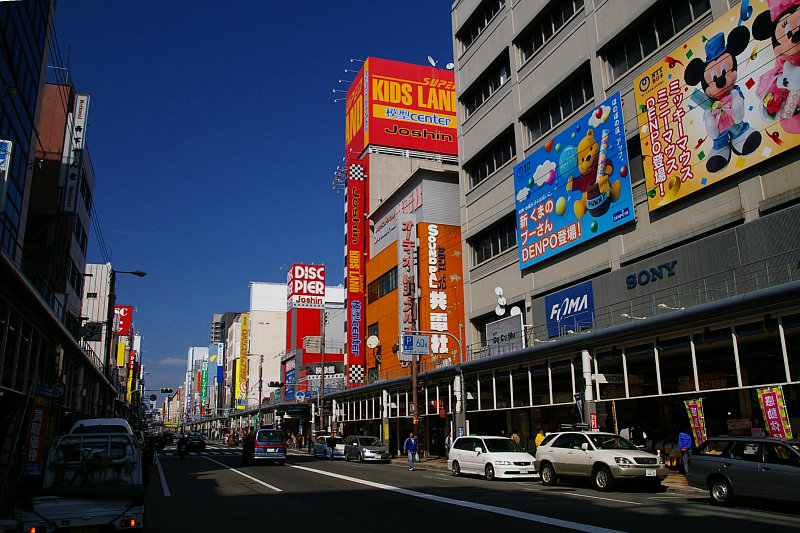
Denden Town (Nipponbashi 5-chome, Sakai-Suji).

 (novembre 2016).
Si vous disposez d'ouvrages ou d'articles de référence ou si vous connaissez des sites web de qualité traitant du thème abordé ici, merci de compléter l'article en donnant les références utiles à sa vérifiabilité et en les liant à la section « Notes et références ».
Nipponbashi (日本橋) est un quartier commercial de l'arrondissement Naniwa, à Osaka, au Japon. Le quartier s’étend autour de l'avenue Sakaisuji, depuis la sortie Ebisu-chō de l'autoroute Hanshin au sud, jusqu'à Nansan-dōri (juste à l'est de la gare Nankai Namba) au nord. Connu familièrement comme "Den-Den Town (ja)," Nipponbashi est réputé pour ses nombreuses boutiques de meubles, d'outils, et de produits « otaku » en électronique, animation, manga et objets de collection. Nipponbashi est souvent comparé à Akihabara à Tokyo.

## Histoire
Au cours de la période d'Edo, ce quartier était connu sous le nom de Nagamachi (長町). En 1792, et en 1872, le gouvernement municipal d'Osaka a renommé ce quartier de Nagamachi en Nipponbashi. Au cours des ères Meiji et Taishō, beaucoup de librairies de seconde main se sont ouvertes. Après la Seconde Guerre mondiale, de nombreux magasins électroménagers ont ouvert leurs portes, et le quartier est devenu bien connu sous le nom de Den Den Town (ja).

### Le nom « Nipponbashi »
« Nipponbashi » fait référence au pont du même nom, qui traverse le canal Dōtonbori. Cependant, le quartier commerçant qui porte le nom du pont ne l'atteint en fait pas, bien que le nord du quartier fasse officiellement partie de la division administrative « Nipponbashi ». Il signifie littéralement « pont du Japon »

## Den Den Town
Den Den Town (でんでんタウン, Den Den taun)
ou Denki no machi (電気の町)

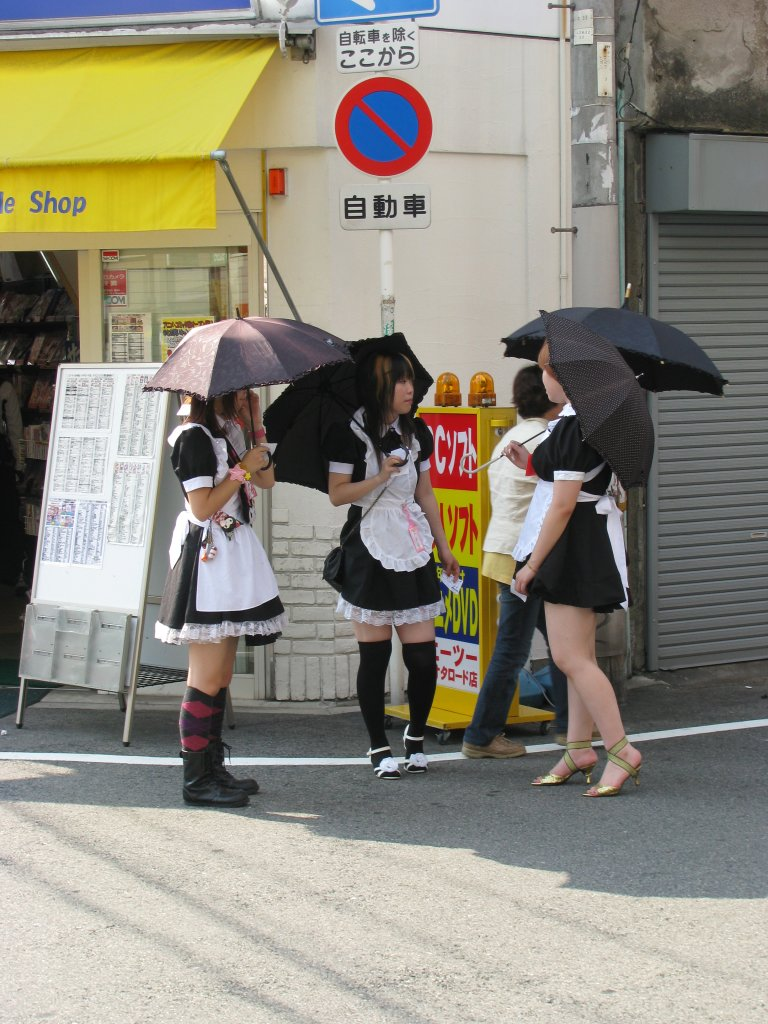
Serveuses d'un Maid Cafe à Den Den Town.

est un autre nom pour Nipponbashi, comme le quartier est célèbre pour sa grande variété de magasins d'électronique, et notamment célèbre pour ses prix négociables, une caractéristique unique d'Osaka et de la région du Kansai. Plusieurs commerçants sont également duty-free.
Avec l'ouverture de Yodobashi Camera dans le quartier de Umeda et de Bic Camera dans le quartier de Namba, Den Den Town a connu une importante chute dans les ventes de meubles et d'appareils domestiques, mais le quartier est récemment devenu connu comme un paradis pour les amateurs d'animes et les otaku, analogue au célèbre quartier d'Akihabara. Pour cette raison, il est parfois appelé le "Akihabara de l'Ouest du Japon", ou on dit "Akiba à l'Est, Ponbashi à l'Ouest".

### Attractions
Outre les habituels grands détaillants d'appareils électroniques tels que Joshin, Sofmap, etc., Nipponbashi est également l'hôte de nombreux détaillants d'anime, de manga, et autres commerces liés aux objets de la culture otaku, tels que Mandarake, Tora no Ana, et Osaka Gundams. Le quartier dispose également de nombreux maid cafés et de cafés cosplay.

### Transports
La ligne Sakaisuji du métro Municipal d'Osaka s’arrête à la station Ebisuchō. Les sorties 1A et 1B conduisent tout droit dans la Den Den Town.